# Антоніо Токко
Антоніо Токко (італ. Antonio Tocco, грец. Αντώνιος Τόκκος; д/н — 1483) — співпфальцграф Кефалонії та Закінфа в 1481—1483 роках.

## Життєпис
Походив з неаполітанського шляхетського роду Токко. Третій син Карло II Токко, епірського деспота й пфальцграфа Кефалонії та Закінфу. Його матір'ю була Рамондіна, донька Джованні Вентімільї, маркіза Герачі.
Був неповнолітнім, коли його батько помер у 1448 році. Перша письмова згадка відноситься до 1470 року, коли очолив галерний флот у поході до Неграпонте, де безуспішно намагався допомогти венеційцям захистити Негропонте від захоплення османами.
У 1479 році із вторгненням османського війська на острови Кефалонія і Закінф разом з старшим братом — пфальцграфом Леонардо III і молодшим Джованні на венеційському судні переправився до Італії. Тут разом з Леонардо збирав кошти та найманців для відвоювання пфальцграфства. Після невдалої спроби Леонардо відвоювати острови в 1481 році, отримав від неаполітанського короля Фердинанда I флот для перевезення каталонських найманців.
1482 року повністю відвоював пфальцграфство Кефалонії і Закінфа. Був призначений старшим братом Леонардо III співправителем пфальцграфства. Своєю резиденцією обрав замок Св. Георгія на Кефалонії. Впровадив значні податки на греків. При цьому не приборкав піратів, що завдавали чималих збитків венеційській торгівлі. Зрештою 1482 році проти нього повстало населення на Кефалонії і Закінфі, яке звернулося по допомогу до Венеції. Венеційський флот з Модона в 1482 році захопив Закінф і блокував Антоніо Токко в замку Св. Георгія на Кефалонії. Зрештою, в 1483 році Антоніо був вбитий в замку внаслідок заколоту його каталонських найманців і острів перейшов під владу венеційців.
У результаті, за угодою між османами і венеційцями, Кефалонія повернулася від владу османського султана, а о. Закінф став венеційським (ті зобов'язалися платити Порті за володіння островом щорічну данину в 500 дукатів).